# Jan A. Aertsen
Jan A. Aertsen (Amsterdam, 7 settembre 1938 – 7 gennaio 2016) è stato un filosofo e teologo olandese.

## Biografia
Nato il 7 settembre 1938 ad Amsterdam, Aertsen conseguì il titolo di dottorato di ricerca presso la Vrije Universiteit di Amsterdam, dove insegnò dal 1984 fino alla sua morte. Dal 1993 al 2004 fu professore all'Università di Colonia ed è stato il direttore-fondatore del Thomas Institut di Utrecht.
Scrisse diverse opere sul tomismo, a partire dalla sua tesi di dottorato, Nature and Creature. Thomas Aquinas's Way of Thought (1988), pubblicato in olandese quattro anni dopo.
Secondo Torrell, il Thomas Instituut di Utrecht è, insieme alla Revue thomiste, il principale centro di diffusione del tomismo nell'ultimo quarto del Novecento.
Aertsen ottenne il riconoscimento internazionale soprattutto per i suoi studi sulla filosofia di Meister Eckhart, Tommaso d'Aquino e sulla forma sistematica e sulla storia della dottrina dei trascendentali nel Medioevo, che era considerata il nucleo dell'ontologia e della metafisica scolastiche, motivo per cui molti filosofi dell'età moderna vi fecero riferimento in questo senso.
Jan Aertsen fu professore ospite sia in Europa che in Nord America. Tra i suoi lavori internazionali spicca soprattutto la collaborazione con l'Università di Sofia, che a metà degli anni '90 portò a importanti scoperte sugli studi sulla ricezione dello Dionigi nel Medioevo, basate soprattutto sullo sviluppo delle fonti bizantine da lui avviato.
Aertsen fu membro della Société Internationale pour l’Étude de la Philosophie Médiévale (Società per lo studio della filosofia medievale, SIEPM), di cui fu vicepresidente dal 1997 al 2009. Fu membro fondatore della Società per la Filosofia del Medioevo e del Rinascimento (Gesellschaft für Philosophie des Mittelalters und der Renaissance, GPMR). Fondò la rivista Recherches de Théologie et Philosophie médiévales.

## Scritti (selezione)
- Medieval Reflections on Truth. Adaequatio Rei Et Intellectus, Amsterdam: VU Boekhandel, 1984.
- The Convertibility of Being and Good in St. Thomas Aquinas. New Scholasticism no. 59. pp. 449–470, 1985.
- Nature and Creature. Thomas Aquinas's Way of Thought, Leiden: Brill, 1988.
- Medieval Philosophy and the Transcendentals. The Case of Thomas Aquinas, Leiden: Brill, 1996.
- Medieval Philosophy as Transcendental Thought. From Philip the Chancellor (Ca. 1225) to Francisco Suárez, Leiden: Brill, 2012.
- Die Transzendentalität der Wahrheit im Mittelalter. Probleme und Perspektiven. In Mensching-Estakhr, Alia and Städler, Michael (Herg.): Wahrheit und Geschichte: die gebrochene Tradition metaphysischen Denkens. Festschrift zum 70. Geburtstag von Günther Mensching, Würzburg: Königshausen & Neumann 2012, pp. 181–194.
- Die Bedeutung der Transzendentalbegriffe für das Denken Meister Eckharts. In: Schönberger, Rolf and Grotz, Stephan (Herg.): Wie denkt der Meister? Philosophische Zugänge zu Meister Eckhart, Stuttgart: Kohlhammer 2012, pp. 27–40.